# Lepidomeda mollispinis
Espèce
Statut de conservation UICN

 VU B1ab(iii)+2ab(iii) : Vulnérable
Lepidomeda mollispinis est une espèce de poissons de la famille des Cyprinidae.

## Habitat
Lepidomeda mollispinus, dénommé par les anglophones Virgin spinedace, tire son nom de la rivière Virgin, un affluent du fleuve Colorado où il est présent. On le trouve également dans la rivière Santa Clara River, le Beaver Dam Creek et l’Ash Creek. Il est ainsi présent au sein des cours d’eau du parc national de Zion en Utah. Bien que sa zone d’habitat n’est pas très étendue, il ne s’agit pas d’une espèce menacée de disparition notamment grâce à la protection dont il bénéficie au sein du parc national.
Il vit dans des eaux douces et se cache dans la végétation proche des rives. Il apprécie plutôt les eaux calmes. Il supporte des eaux dont la température dépasse les 30 °C ce qui est courant dans cette partie des États-Unis. Il peut ainsi résister aux conditions difficiles lorsqu’il est isolé dans des mares quand la rivière se tarit faute de précipitations.

## Description
Lepidomeda mollispinus a une couleur argentée. Il peut atteindre 15 cm bien que les adultes atteignent en général 10 cm. Il est omnivore mais se nourrit essentiellement d’insectes aquatiques. La nageoire dorsale possède 8 rayons, dont les deux premiers sont épineux. Le second rayon étant plus long que le premier. La nageoire anale peut avoir de 8 à 10 rayons (9 en général).